# Errbody
Errbody è un singolo del rapper statunitense Lil Baby pubblicato il 4 dicembre 2020, in concomitanza con il singolo On Me.

## Tracce
Testi e musiche di Dominique Jomes, Rai'Shaun Williams.
1. Errbody – 3:29

## Classifiche
| Classifica (2020) | Posizione massima |
| ----------------- | ----------------- |
| Canada            | 56                |
| Stati Uniti       | 41                |